# Rhodophthitus tricoloraria
Rhodophthitus tricoloraria là một loài bướm đêm trong họ Geometridae.